# Смуга Капріві
17°52′ пд. ш. 23°02′ сх. д. / 17.87° пд. ш. 23.03° сх. д.
Ця стаття про географічну область. 
Смуга Капріві (англ. Caprivi Strip, нім. Caprivi Zipfel) — довгий вузький виступ території Намібії, на 450 км від північно-східного кута основного масиву території країни на схід до річки Замбезі. Її ширина варіюється від 32 до 105 км. Вона являє собою ділянку надзвичайно плоскої полонини, розташованої на болотистих північних околицях Калахарі на висоті близько 950 м над рівнем моря. Зі сходу вона обмежена річкою Замбезі, поза якою починається Замбія, з півдня і південного заходу частково — річкою Чобе (Лін'янті), поза якою лежить Ботсвана. На півночі ця територія межує з Анголою, а на заході її перетинає річка Окаванго. Ця територія зараз поділена між намібійськими провінціями Замбезі (до серпня 2013 року мала назву Капріві) і Східне Каванго.

## Географія і природа

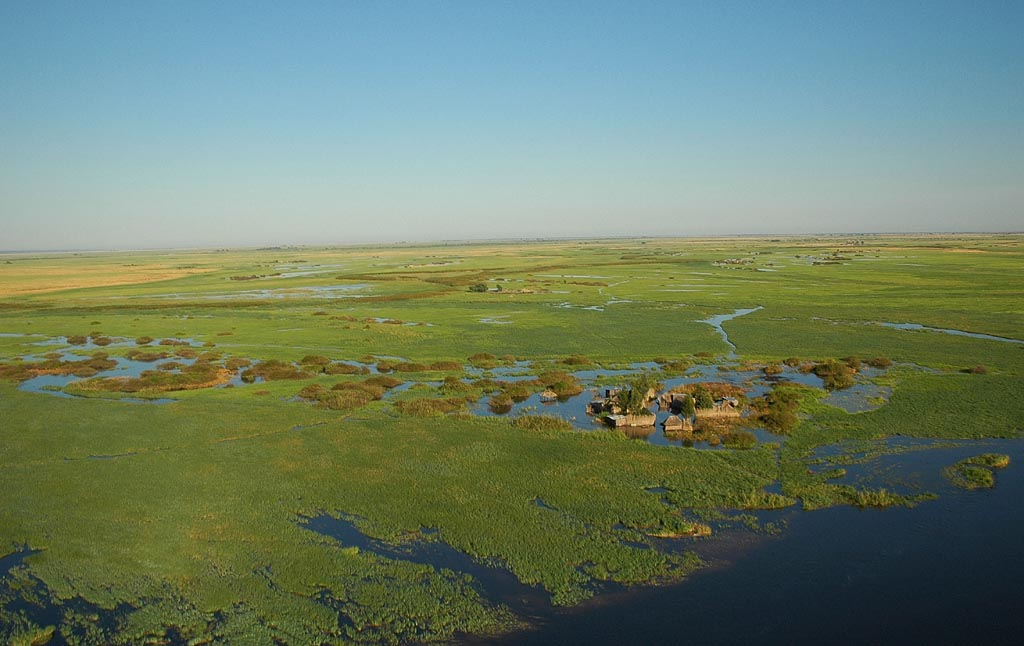
Село в смузі Капріві

Капріві — територія з тропічним кліматом, дуже високими температурами і вологістю; з грудня по березень — у дощовий сезон — випадає багато опадів, що робить Капріві найвологішим регіоном Намібії. Густа річкова рослинність (особливо очеретяні зарості), густі ліси, піщані дюни й болота дуже утруднюють переміщення по регіону; це дика, важкодоступна і незаймана цивілізацією місцевість. Тут зустрічається понад 450 видів тварин і багате різноманіття птахів.
Для захисту багатого рослинного и тваринного світу на більшій частині території регіону було влаштовано заповідники і національні парки, які останнім часом приваблюють численних туристів. З метою розвитку туристичної індустрії через регіон було уперше прокладено крізне асфальтоване шосе; решта місцевих доріг — це, головним чином, лише накатані ґрунтові колії.
Населення території малочисельне і живе невеликими селами. Східна частина регіону населена бантумовним народом лозі (бароце), основна частина якого живе у південно-західній Замбії і Ботсвані. Лозі займаються скотарством, рибальством та мисливством; сільське господарство натуральне, вирощується кукурудза, злаки, а також дині і маніок. Населення крайнього сходу регіону щорічно зганяється з місць розлиттям Замбезі. Західна частина регіону населена лише кочовими групами народу сан (бушменів).
Містечко Катіма-Муліло на березі Замбезі — найбільший населений пункт регіону і адміністративний центр провінції Замбезі.

## Історія

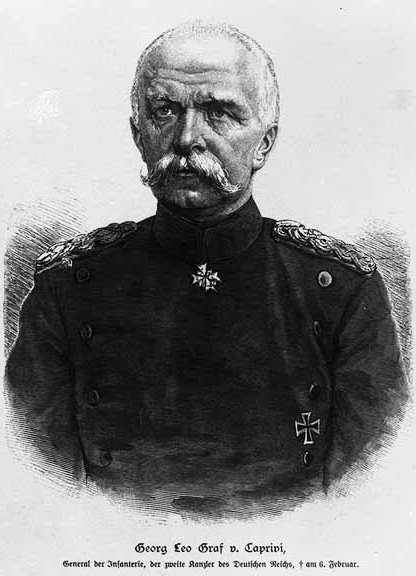
Німецький канцлер Лео фон Капріві

В середині XIX сторіччя частину території Капріві населяв народ кололо; центр його земель знаходився десь у болотах Лін'янті. З ватажками кололо мав дружні стосунки англійський мандрівник і місіонер Девід Лівінгстон, який використовував землі кололо як базу для своїх центральноафриканських подорожей. Наприкінці XIX сторіччя кололо з цієї місцевості витиснули і практично знищили лозі, які прийшли з-за Замбезі.
Відповідно до Занзібарського договору у 1890 році регіон увійшов до складу Німецької Південно-Західної Африки. Смуга Капріві повинна була надати Німеччині суверенний доступ до річки Замбезі; свою назву вона одержала на честь графа Лео фон Капріві, тогочасного німецького канцлера. Після Першої Світової війни регіон разом з рештою країни перейшов під управління Південно-Африканського Союзу (пізніше — Південно-Африканська Республіка), який володів країною до 1992 року, коли Намібія одержала незалежність.
Населення Капріві дуже відрізняється від населення решти Намібії; через те протягом часу неодноразово виникали суперечки між лозі і овамбо, найчисленнішим народом півночі Намібії. Конфлікти призвели до проголошення у 1994 році Фронту Визволення Капріві, який виступає за самоврядування лозі.